# St. Maria (Kassel)

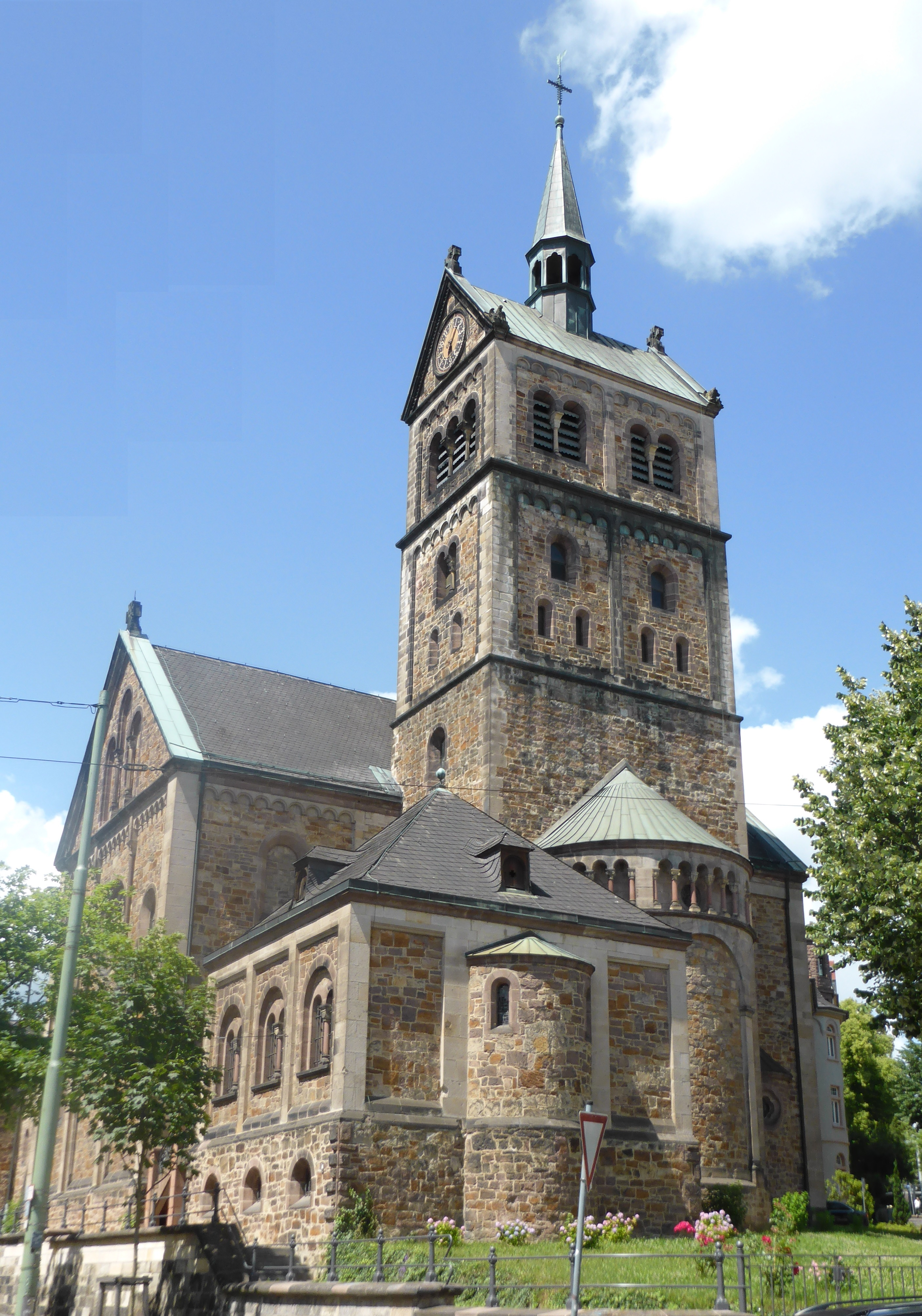
St. Maria

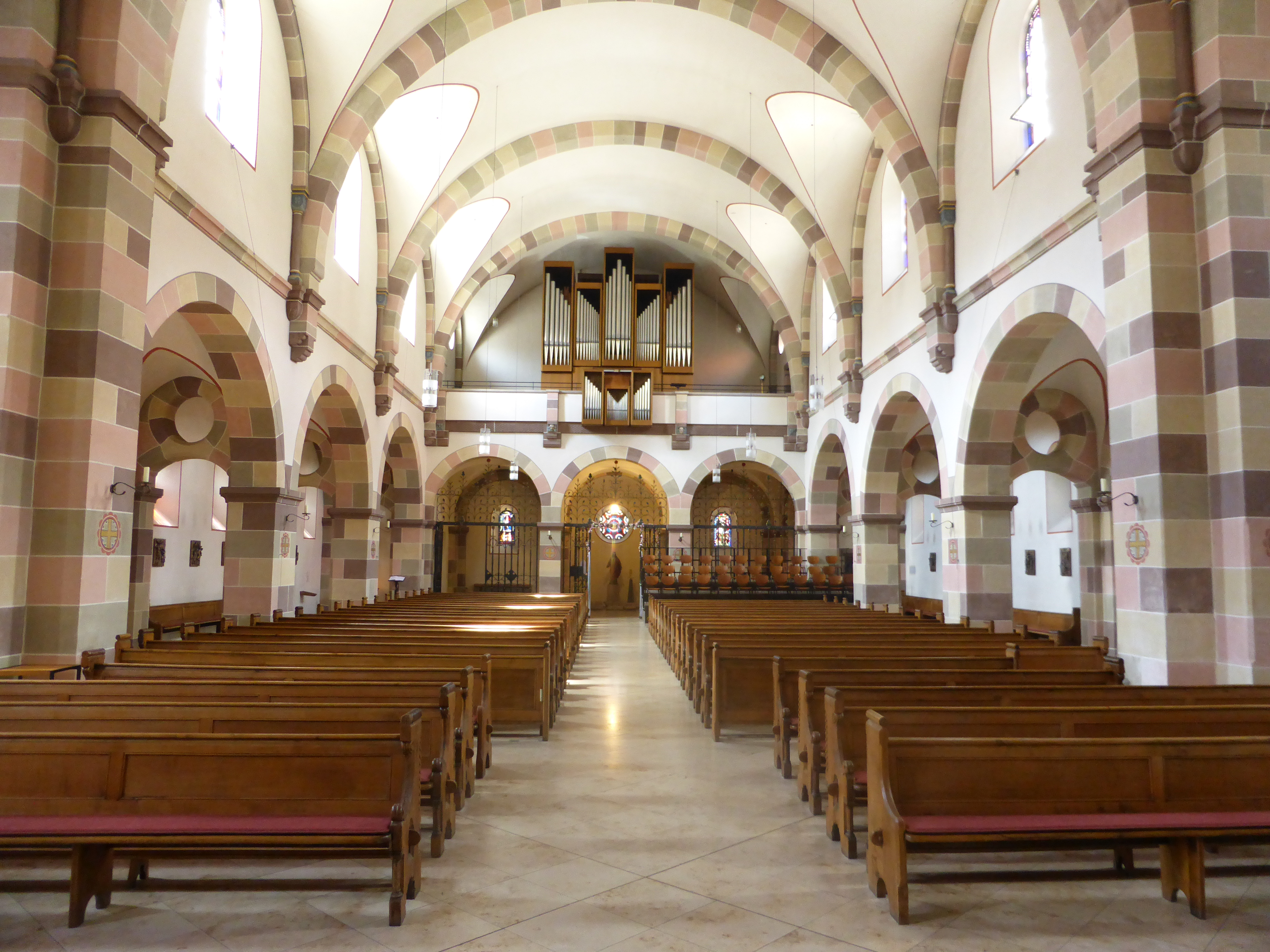
Innenansicht der Kirche

St. Maria, auch Rosenkranzkirche genannt‚ ist eine römisch-katholische Pfarrkirche in Kassel-Vorderer Westen, die zum Bistum Fulda gehört. Sie wurde ab 1899 erbaut und 1901 geweiht.

## Geschichte
Der Kasseler Vorort Wehlheiden war bis 1892 auf fast 7000 Einwohner angewachsen, darunter 650 Katholiken. Diese mussten sonntags 4 km zu Fuß zur Elisabethkirche gehen. Daraufhin beschloss der Kirchenvorstand der Gemeinde St. Elisabeth, eine Kapellengemeinde zu gründen und eine Kirche in Wehlheiden zu bauen. Am unteren Kirchweg kaufte er 1893 einen Morgen Land als Bauplatz. 1894 war eine Notkapelle entstanden, die aber nur 200 Personen aufnehmen konnte.
1897, Wehlheiden war weiter gewachsen und eine eigene Kirchengemeinde „ad Sanctam Mariam“ geworden, erhielt die Gemeinde vom Bankier Sigmund Aschrott einen Bauplatz am Neumarkt, dem heutigen Bebelplatz, als Geschenk. Der Architekt Georg Kegel, selbst aktives Gemeindemitglied, wurde vom Kirchenvorstand mit der Entwurfs- und Detailplanung sowie der Bauleitung beauftragt. Dem Zeitgeschmack des ausgehenden 19. Jahrhunderts entsprechend entwarf Kegel eine neuromanische Kirche, die etwas größer werden sollte als die von ihm geplante Kirche St. Familia in Kassel, deren Bau in diesem Jahr begann. Am 3. Juli 1899 wurde der Grundstein gelegt, und schon am 17. Juni 1901 fand die Weihe statt.

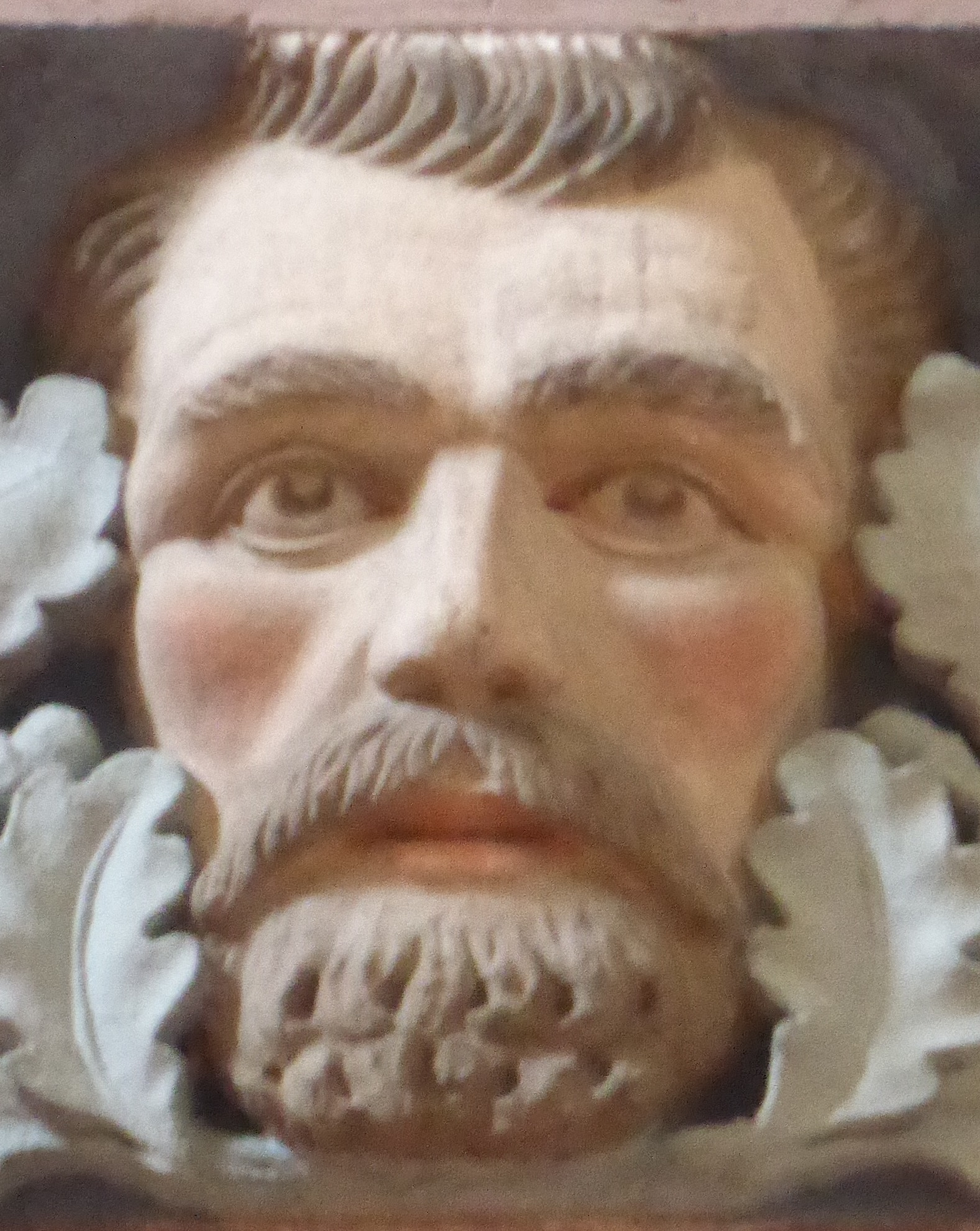
Steinporträt von Georg Kegel

Im Zweiten Weltkrieg überstand die Kirche zunächst etliche Luftangriffe auf Kassel, auch den am 22. Oktober 1943. Am 28. September 1944 aber wurde sie durch schwere Bomben getroffen, und das ganze Gewölbe stürzte ein. Vier Tage später erfolgte ein Angriff mit Brandbomben, bei dem die Orgel ein Raub der Flammen wurde. Nach Kriegsende begannen 1946 die Wiederaufbauarbeiten. Am 10. Juli 1949 war das Dach fertig gedeckt, zum Jahresende wurden die Wölbungsarbeiten beendet. 1953 wurde eine Orgel eingebaut.

## Pfarrer
- 1896–1924: Heinrich Burchard
- 1924–1929: Oskar Haseneier
- 1929–1964: Heinrich Roßbach
- 1964–1994: Phillipp Heim
- 1995–2010: Reinhold Kircher
- seit 2010: Paul Schupp

## Architektur
Die Rosenkranzkirche ist eine Kirche im neuromanischen Stil mit einem großen Längsschiff, zwei Seitenschiffen und einem Querschiff. Ursprünglich als Backsteinbau geplant, wurde sie auf ausdrücklichen Wunsch des Kirchenvorstands vorwiegend aus Bruchsteinen errichtet.
Angelehnt an die romanischen Kirchbauten verwendete Kegel die typischen geometrischen Grundformen Quadrat, Kreis und Halbkreis im Grundriss sowie einzeln oder gruppiert angeordnete Rundbogenfenster in der Fassade. Der Grundriss zeigt eine exakte Regelmäßigkeit: Die Abmessungen von Quer- und Längsschiff sind vollkommen gleich – dadurch bildet die Vierung ein perfektes Quadrat von 12 × 12 Metern. Alle Flächen sind in Quadrate teilbar; große Quadrate entsprechen dem Vielfachen der kleineren. Typisch sind auch der Obergaden, die steinernen Rundfenster, die Blendarkaden des Chors, die Dachgauben und die Gestaltung des Haupteingangs mit der Archivolte.
Die klare Architektur weist nur wenige ausschmückende Details auf. Oben an den Halbsäulen zur Apsis befinden sich kleine Engelsköpfe; zur Orgelempore hin befinden sich zwei Porträts aus Stein: links Architekt Georg Kegel, rechts Heinrich Burchard, der erste Pfarrer. Die schmiedeeisernen Gitter unter der Orgelempore und dem Brüstungsgitter vor der Pietà enthalten florale Muster, typisch für den romanischen Stil des elften und zwölften Jahrhunderts, die in ihrer unbekümmerten Linienführung auf den aufkommenden Jugendstil überleiten.
1974/75 wurden weit reichende Bausicherungs- und Instandsetzungsarbeiten vorgenommen. In diesem Zusammenhang wurde der Altarraum neu gestaltet: Der neue Altar rückte in die Vierung; Haupt- und Nebenaltäre wurden entfernt, ebenso wie die Kommunionbänke und das Chorgestühl.